# Venera 10
Venera 10 (Russisch: Венера-10) was een Russische onbemande ruimtevlucht naar Venus uit de jaren 70 van de vorige eeuw. De missie van deze sonde was om zowel vanuit een omloopbaan als door het afwerpen van een lander onderzoek naar onze buurplaneet te doen.

## Wat voorafging

### Gefaalde Mars-missies
Begin jaren 70 lanceerden de Russen groot aantal marsverkenners. Deze leverden weinig op. De gezamenlijke vluchten van de Mars 4, 5, 6 en 7 eindigden in een compleet drama voor het Russische instituut voor planetenonderzoek. Een nieuwe directeur ging de confrontatie aan met zijn staf, die opnieuw meerdere verkenners naar de rode planeet wilde sturen. Onder het motto "de aanhouder wint" was deze van mening dat succes binnen bereik lag.

### Ruimterace
In die tijd hanteerden de machthebbers in het Kremlin echter andere motieven: de Koude Oorlog vereiste snelle resultaten in de ruimterace met de Amerikanen. De NASA was er ook op gebrand om als eerste een zachte landing op Mars uit te voeren. Door de aan hen toegewezen financiële middelen in combinatie met de toenmalige stand van hun ruimtevaarttechniek realiseerden de Russen zich dat het bijna onmogelijk zou zijn om de Amerikanen af te troeven.
Alleen al het verschil in budget was enorm. Voor een Viking-vlucht mocht NASA 800 miljoen dollar spenderen; daarbij stak de 100 miljoen roebel voor een gelijkwaardige Venera-vlucht wel erg schril af.

### Nieuw doel: Venus
Daarop nam de Sovjet-Unie een rigoureuze beslissing. De rode planeet liet het over aan de Amerikanen: komende Russische onbemande interplanetaire missies zouden zich vanaf nu op Venus richten.
Dit had zo z'n voordelen. Omdat een vlucht naar Venus minder lang duurt dan naar Mars, was de kans dat een sonde in functionerende staat de planeet bereikte groter. Een niet onbelangrijk detail voor de Russen, want door hen ontworpen apparatuur stond in die jaren niet voor betrouwbaarheid. Met dezelfde draagraket kon dus meer gewicht omhoog, met meer ruimte voor apparatuur en reservesystemen.

### Nieuwe raket
Gelukkig was er niet alleen slecht nieuws. Voor eerdere missies naar Venus was men aangewezen op de A-2-e Molniya draagraket. De zwaardere Proton, die in het begin notoir onbetrouwbaar was, was dusdanig verbeterd dat de Russische vluchtleiding het aandurfde om dit type in te zetten voor Venus-vluchten.
Voor wetenschappers ging hiermee een nieuwe wereld open. De Molniya-raket was redelijk betrouwbaar, maar iedere keer liepen ze tegen het relatief lage maximum lanceergewicht op. De eerste Venera's wogen daarom niet veel meer dan 1000–1200 kg. De Proton daarentegen was een krachtpatser, die maar liefst 5300 kg naar Venus kon schieten. Aangezien Mars verder weg lag, moest men zich dan beperken tot 4600 kg; dit was nog een reden om voor Venus te kiezen.

## Ontwerpen van nieuwe klasse Venera

### Verwachte omstandigheden op Venus
Een landing op Venus was echter geenszins een sinecure. Vergeleken met de kokende atmosfeer en de enorme luchtdruk van Venus leek zelfs het uiterst ongastvrije en onherbergzame Mars op een riant Hilton-hotel. Het hogere lanceergewicht bood ontwerpers gelukkig de mogelijkheid om technisch ingewikkeldere experimenten in te bouwen en de verkenner van een heel wat stevigere lander te voorzien. In 1974 en 1975 onderging dit nieuwe type Venusrobot verschillende tests.

### Ontwerp van de orbiter
De nieuwe verkenner was 2,80 m hoog en had inclusief zonnepanelen een spanwijdte van 6,70 m. Een gelijkwaardig vaartuig was al gebruikt als basis voor het ontwerp van Mars-sondes. Het middelste gedeelte van de orbiter, 1 meter hoog met een diameter van 1,10 m, bood ruimte aan de brandstoftanks voor de hoofdmotor. Deze motor was ontworpen om tijdens de vlucht minstens 7x te gebruiken, woog 70 kg, was 71 cm lang en had een diameter van 70 cm. De stuwkracht varieerde tussen 740 en 1920 kg. Als brandstof benutte deze hydrazine (C2H8N2) en als oxidatiemiddel stikstoftetroxide. Deze raketmotor werd gebruikt voor koerscorrectie tijdens de vlucht naar Venus en om in een baan rond de planeet te komen.
Naast een boordcomputer beschikte deze Veneraorbiter over ster- en zonnesensoren en gyroscopen voor de standregeling. Energie werd opgewekt door twee vrij kleine zonnepanelen van 2,10m bij 1,25m. Grotere panelen bleken onnodig, daar deze verkenner relatief dicht bij de zon vloog. Een koelsysteem koelde de lander voor het afschieten tot -10 °C.

### Wetenschappelijke instrumenten orbiter
De orbiter droeg de volgende instrumenten:
- Camera's
- Optische spectrometer
- Ultraviolet spectrometer
- Ultraviolet experiment om wolken op Venus te bestuderen
- Magnetometer
- Fotopolarimeter
- Ion- en elektron detectoren

### Ontwerp van de lander

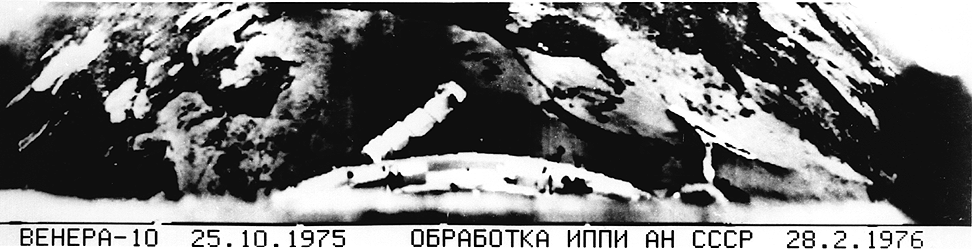
Foto van de landingsplaats

Pronkstuk van het nieuwe ontwerp was echter de verbeterde lander. De bolvormige lander moest een temperatuur van 12.000 °C doorstaan tijdens het binnendringen in de Venusiaanse dampkring. De capsule met een diameter van 2,4 m was goed geïsoleerd en ontworpen om een druk van 10 MPa (100 keer de luchtdruk op aarde) te weerstaan. Een horizontale schijf zorgde voor aerodynamische afremming met daarboven het parachuteruim. Naast communicatie- en koerscontrolesystemen, een koelsysteem en een batterij (zonnepanelen waren op Venus door de hoge temperatuur en luchtdruk absoluut geen optie) beschikte de lander over de volgende instrumenten:

### Wetenschappelijke instrumenten lander
- Camera's (het klapstuk van de Venera 9 en 10 vluchten), met een resolutie van 70.000 pixels verdeeld over 500 verticale beeldlijnen met ieder 128 pixels. Deze zonden gegevens naar de orbiter, die de foto's later overseinde naar de Aarde. Ze waren, op een hoogte van 90 cm, zowel gericht op het oppervlak als de horizon om een goed overzicht van de omgeving te krijgen en zagen details van 4 mm op een afstand van een meter. Communicatie tussen orbiter en de Aarde gebeurde in een smalle radioband om natuurlijke ruis in de uitzending over deze enorme afstand zo veel mogelijk te onderdrukken.
- Acceleratiemeters om de g-krachten tijdens de afdaling te registreren.
- Thermometer
- Barometer
- Nephelometer (mist-sensor), om de mistigheid op Venus te bepalen. Met een infrarood laserstraal die terugkaatste in een sensor na het raken van aerosoldeeltjes, kon men de chemische samenstelling van die deeltjes bepalen.
- Massa-spectrometer, om de concentratie van diverse moleculen in de Venusiaanse atmosfeer te bepalen tussen de 63 km en 34 km hoogte.
- Stralingsdichtheidsmeter om de bodemdichtheid te bepalen. Dit bestond uit een sensor op een uitschuifbare stang gemonteerd op het koerscontrolesysteem in de lander. Deze sensor had 137Cs cesium isotoop, gasgeladen detectors en was voorzien van een beschermingsschild.
- Multikanaals gammaspectrometer, om natuurlijke radioactieve elementen in de bodem op te sporen. Deze werd ingeschakeld op 25 km hoogte en functioneerde met vaste tussenpozen zolang de lander het uithield. Het was in staat om gammastraling tussen 0,3 en 3 MeV op te merken.

### Gewicht
De Venera 10 woog bij lancering 5033 kg inclusief lander (ter vergelijking: Venera 7 woog slechts een schamele 1180 kg). Na afstoten van de landingscapsule woog de orbiter nog 2230 kg. De lander woog inclusief beschermingsschild 1560 kg, het deel dat uiteindelijk op Venus landde woog 660 kg.

## Missieverloop

### Lancering en vlucht naar Venus
Venera 10 werd gelanceerd op 14 juni 1975 met een Proton-draagraket vanaf Bajkonoer. Tijdens de vlucht naar Venus werden op 21 juni en 18 oktober twee geslaagde koerscorrecties uitgevoerd.

### Aankomst bij Venus en ontkoppelen landingscapsule
Twee dagen voordat de sonde in een baan rond Venus kwam, schoot deze op 23 oktober 1975 zijn landingscapsule af. Meteen hierna voerde Venera 10 opnieuw een koerscorrectie uit om zich in een baan rond Venus te manoeuvreren. Een goede baan was belangrijk, aangezien de lander voor communicatie met de Aarde op de orbiter was aangewezen. Als de orbiter achter de horizon van de landingsplaats verdween verloor de vluchtleiding het contact. Op 25 oktober bereikte de Venera 10 orbiter een elliptische baan rond Venus van 113.900 x 1620 km.

### Landing
Intussen was de landingscapsule om 1:02 uur UTC onder een hoek van 22,5° de atmosfeer binnengedrongen, een gloeiend hete gifput met een enorme luchtdruk. De temperatuur tijdens de afdaling liep op tot 12.000 °C en de bol ondervond tijdens deze manoeuvre 168g. Door de uitstekende isolatie en de koeling vooraf werd het in de lander zelf niet warmer dan 23 °C. Op 65 km hoogte was de snelheid 250 m/sec. Nu klapten de parachutes open, die de verkenner weer afwierp op 50 km hoogte. Door de dichte atmosfeer van Venus en de horizontale remschijf op de lander hadden deze nieuwere Venera's een landingssnelheid van slechts enkele meters per seconde.

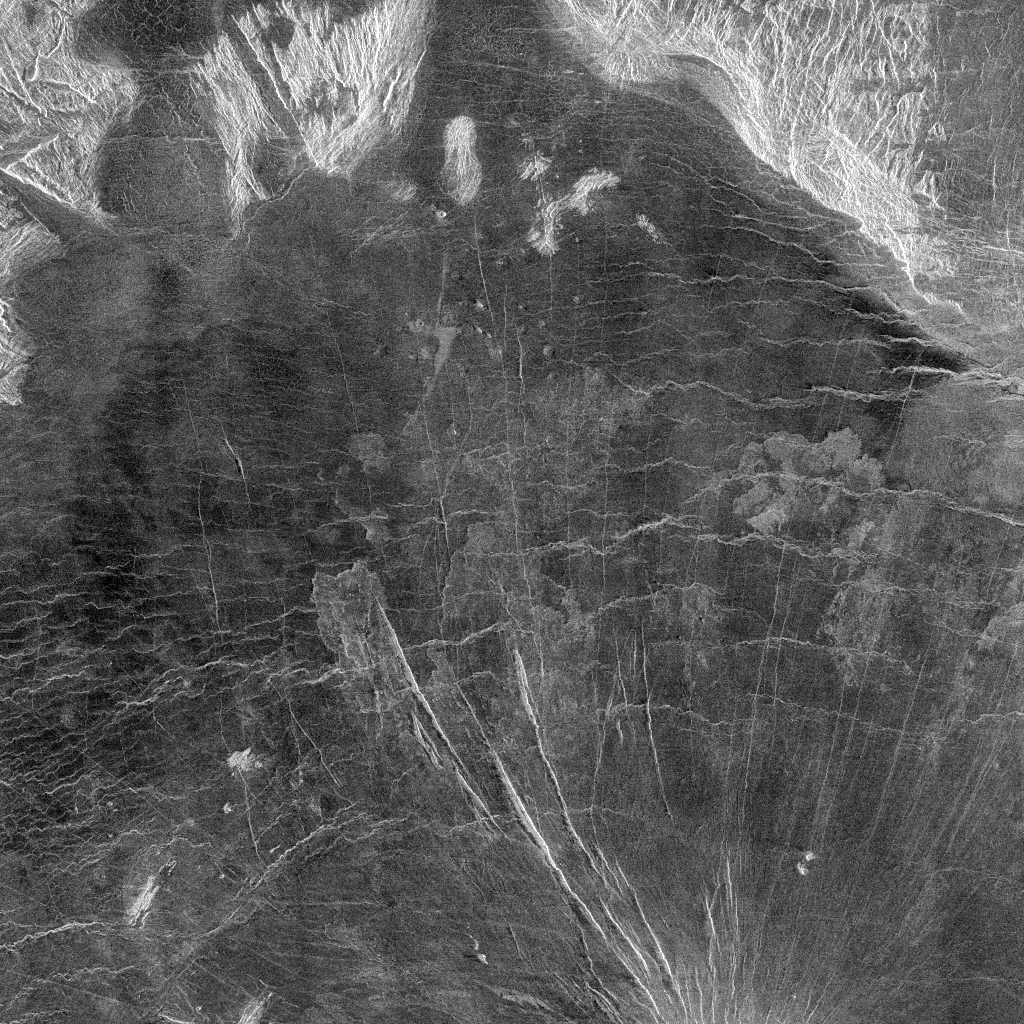
Landingsplaats van Venera 10, op een radarscan door Magellan. De scan heeft een diameter van 600 km. De Russische sonde kwam ergens in de vlakte neer (het donkere gebied). Het lichtgekleurde gebied zijn zgn. Venusiaanse tessera's, die een onregelmatiger oppervlak hebben

Om 25 oktober 1975 2:17 uur, na een afdaling van 1 uur en 15 minuten, voerde Venera 10 een geslaagde zachte landing uit op Venus op positie 16° N en 291° O, ongeveer 2200 km van Venera 9 verwijderd. De zon stond precies boven het landingspunt.
Een koelsysteem van circulerende vloeistof zorgde ervoor dat de lander het zo lang mogelijk kon uithouden. Het was nu een kwestie van tijd voor de lander zou bezwijken onder de verschrikkelijke condities die de oppervlakte van Venus teisterden. Voor de wetenschap begon een race tegen de klok: iedere kostbare minuut waarin de lander nog functioneerde was meegenomen.
Ruim een uur lang, 65 minuten, trotseerde de bol de zware omstandigheden aan het Venusiaanse oppervlak. Toen capituleerde Venera 10, net als al zijn voorgangers, voor de hel van Venus en bezweek onder de hoge temperatuur en verpletterende luchtdruk op onze buurplaneet. Het scheepje bleef misschien nog wel langer werken, maar de orbiter verdween achter de horizon waardoor verbinding met de Aarde wegviel.

## Wetenschappelijke resultaten
Bij het afwerpen van de beschermingskappen voor de camera's bleef er eentje hangen, waardoor het gezichtsveld slechts beperkt bleef tot 180°. Geluk bij een ongeluk was dat deze camera veel verder kon kijken dan op de landingsplaats van Venera 9 het geval was.
Het vaartuig was geland op een grote vlakke kei van ± 3m doorsnede bedekt met donkere plekken, waarschijnlijk ondiepe gaten gevuld met stof. De kei en anderen in zijn directe omgeving waren weggezonken in een donkere stoflaag. De omgeving leek op een steenwoestijn. De dichtheidsmeter testte de rots waarop de lander stond. Hieruit, samen met informatie van de gammastralingsspectrometer, bleek dat de bodem een dichtheid bezat van 2,7 à 2,9 gram/cm³, hetgeen overeenkwam met basaltrotsen op Aarde. Dit verraste de wetenschappers, want Venera 8 had juist informatie verzameld waaruit in eerste instantie leek dat de bodem uit graniet bestond.
Aan de oppervlakte woei een wind van 3,5 m/sec; verder verzamelde de sonde gegevens over de hoeveelheid zonlicht die het oppervlak bereikte, de temperatuur en luchtdruk op verschillende hoogtes. Windstoten bleken niet alleen in de hogere luchtlagen voor te komen.
De orbiter stuurde gegevens door betreffende magnetosfeer en ionosfeer; tevens zond deze data over visuele, thermische en spectroscopische gegevens over de bovenste lagen van de dampkring. Na 71 omwentelingen waren de gestelde doelen bereikt. Maar omdat de orbiter nog uitstekend dienstdeed, ging men door met gegevens verzamelen.
1 · 2 · 3 · 4 · 5 · 6 · 7 · 8 · 9 · 10 · 11 · 12 · 13 · 14 · 15 · 16 · Vega 1 · Vega 2